# Al Soukour Tobrouk
Maillots
Actualités
Le Al Soukour Sporting Club (en arabe : نادي الصقور الرياضي), plus couramment abrégé en Al Soukour, est un club libyen de football fondé en 1922 et basé dans la ville de Tobrouk.

## Palmarès
| Compétitions nationales                                                                           |
| ------------------------------------------------------------------------------------------------- |
| - Championnat de Libye : - Vice-champion : 1988-89. - Coupe de Libye (1) : - Vainqueur : 1988-89. |